# Пограничная полиция Республики Молдова
Пограничная полиция Республики Молдова (рум. Poliția de Frontieră Republicii Moldova) — правоохранительный орган, осуществляющий охрану государственной границы. Составная часть Министерства внутренних дел Республики Молдова.

## История
3 сентября 1991 г. Указом Президента Республики Молдова №. № 190 «О государственной границе Республики Молдова», в котором предусматривалось, что западный участок границы бывшего СССР переходит под полную юрисдикцию Республики Молдова, а все здания, вооружение, боеприпасы и другое имущество отряда пограничника № 22 «Нижнеднестровский» были объявлены собственностью Республики Молдова и перешли под ее юрисдикцию.
Постановлением Правительства Республики Молдова охрана Государственной границы Республики Молдова была возложена на Министерство Национальной Безопасности Республики Молдова с подчинением всех подразделений Пограничных войск КГБ СССР дислоцированных на территории бывшей Молдавской ССР.
Согласно Закону Республики Молдова от 23 декабря 1999 года Пограничные войска Республики Молдова реорганизуются в Департамент Пограничных войск Республики Молдова.
18 января 2000 года Департамент Пограничных войск Республики Молдова был выведен из состава Министерства Национальной Безопасности и реорганизован в самостоятельную структуру.
Пограничная Служба Республики Молдова была создана в соответствии с Постановлением Правительства № 357 от 23 апреля 2005 года, согласно которому Департамент Пограничных войск был реорганизован в Пограничную службу Республики Молдова. Организационная структура также была реорганизована. Отряды пограничников реорганизуются в региональные управления по надзору и контролю за государственной границей.
В декабре 2011 года Кабинет Министров одобрил законопроект, согласно которому с 1 июля 2012 года Пограничная служба Республики Молдова будет реорганизована и преобразована в Пограничную полицию. Помимо обязанностей пограничной службы, новое учреждение возьмет на себя компетенции в сфере борьбы с трансграничной преступностью, уголовного преследования, экспертизы проездных документов.
1 июля 2012 г. вступил в силу Закон № 283 от 28.12.2011 г. о Пограничной полиции, согласно которому Пограничная служба реорганизуется в Пограничную полицию и передается в ведение Министерства Внутренних Дел Республики Молдова.
| № | Глава           | Дата назначения  | Дата освобождения |
| - | --------------- | ---------------- | ----------------- |
| 1 | Василий Калмой  | 4 января 1992    | 5 июня 2001       |
| 2 | Игорь Коленов   | 6 июня 2001      | 15 декабря 2009   |
| 3 | Алексей Ройбу   | 17 декабря 2009  | 8 апреля 2011     |
| 4 | Роман Ревенко   | 8 апреля 2011    | 28 августа 2012   |
| 5 | Дорин Пуричь    | 29 августа 2012  | 27 сентября 2016  |
| 6 | Фредолин Лекарь | 28 сентября 2016 | 17 июля 2018      |
| 7 | Росиан Василой  | 18 июля 2018     | 3 декабря 2019    |
| 8 | Корнелий Гроза  | 4 декабря 2019   | -                 |

## Структура
- Отдел Управления Персоналом
- Управления Контроля Переходу Границ
- Управления Контроля Границ
- Управление Режима и Общественного Порядка
- Управления Оперативного управления
- Управления по Расследованию Трансграничных Преступлений
- Управления Уголовного Розыска
- Управления Логистики
- Юридическая Управления
- Управления Анализа Рисков и Информации
- Управление Специальных Систем Пограничного Контроля
- Управления Стратегического Управления
- Управления Международного Сотрудничества
- Управления Экономики и Финансов
- Управления Внутренней Безопасности
- Управления экспертизы документов
- Управления информационных технологий
- Управление Специальных Пограничных Действий
- Отдел Стратегических Коммуникаций (STRATCOM)
- Отдел Внутреннего Аудита
- Кинологический Центр

## Структуры, подчиненные Пограничной полиции
- Региональное управление Север
- Региональное управление Юг
- Региональное управление Запад
- Региональное управление Восток
- Региональное управление Центр
- Сектор Пограничной Полиции Международного Аэропорта Кишинева
- Центр Передового Опыта в Области Пограничной Безопасности